# Cinygmula kurenzovi
Cinygmula kurenzovi is een haft uit de familie Heptageniidae. De wetenschappelijke naam van de soort is voor het eerst geldig gepubliceerd in 1965 door Bajkova.
De soort komt voor in het Palearctisch gebied.